# Garuda

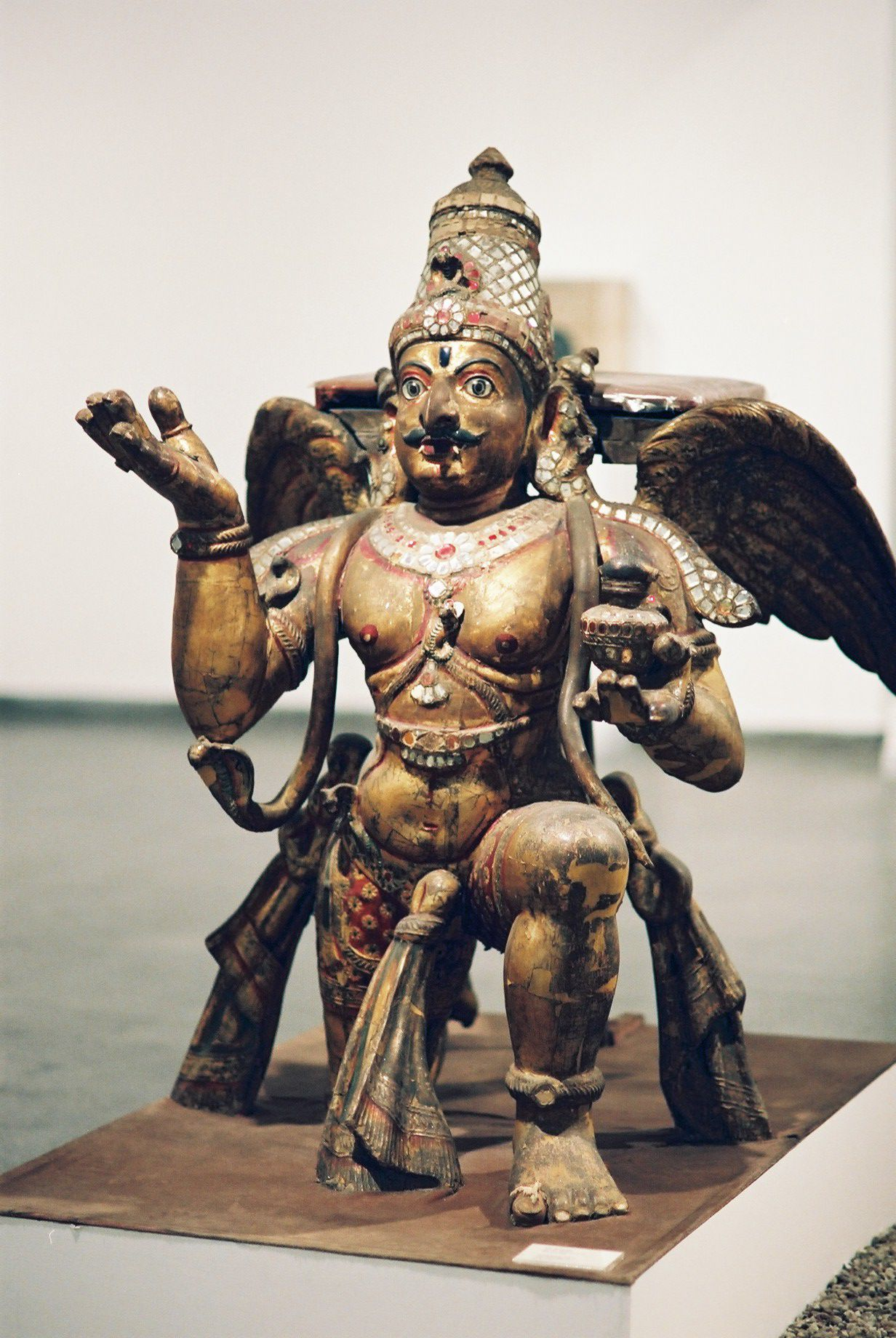
Garuda, el heraldo de los dioses.

Garuda en el escudo nacional de Indonesia.

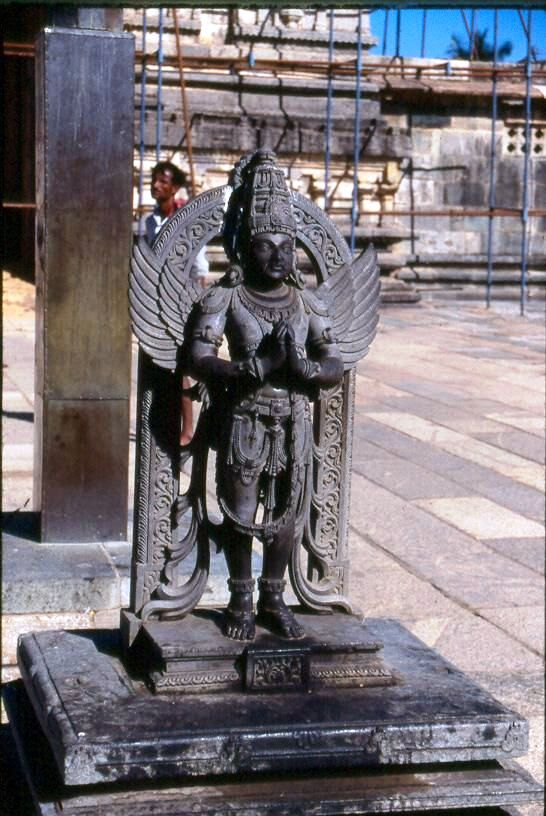
Garuda, Belur (India).

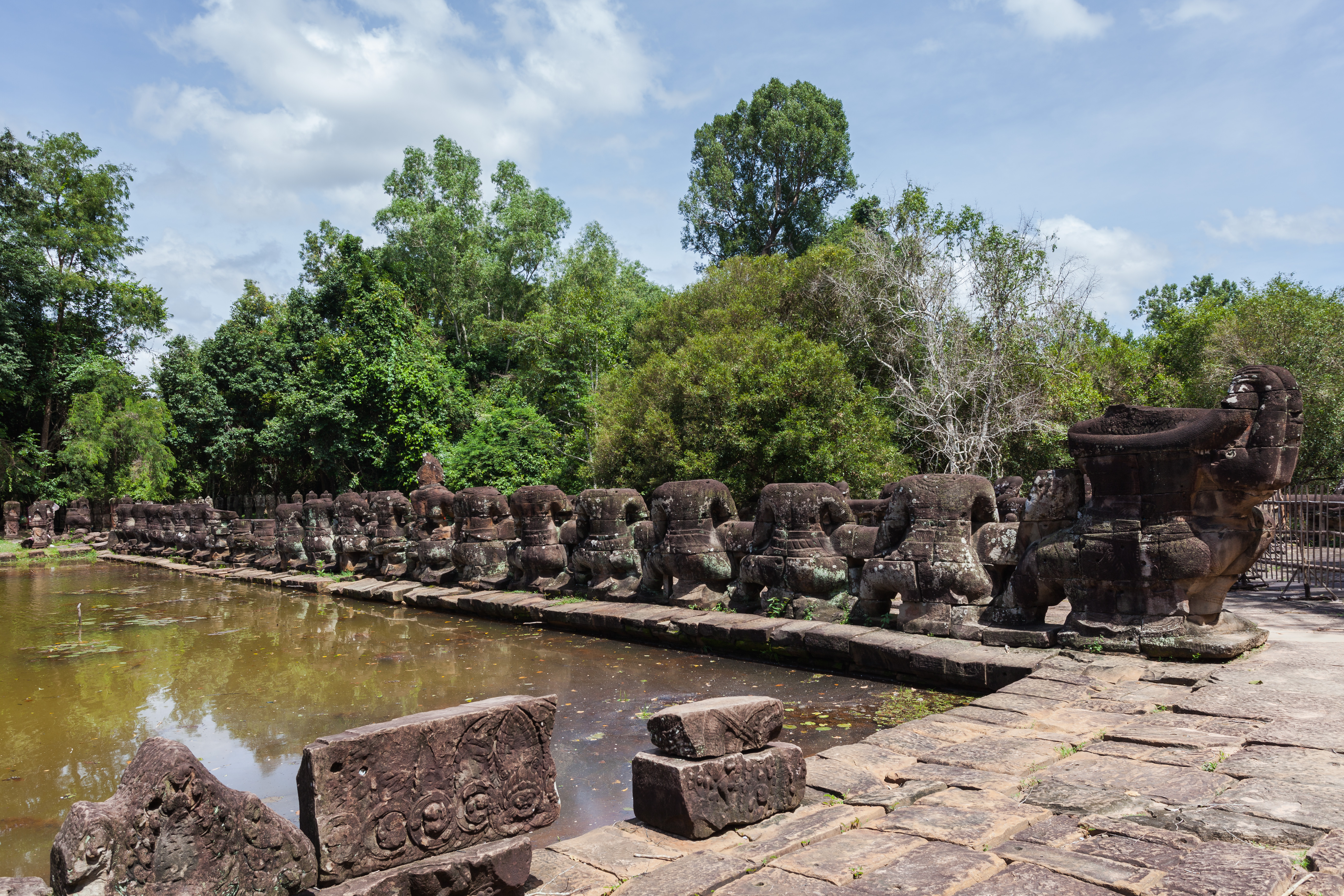
Garudas en Preah Khan, Angkor, Camboya.

Garuda es un pájaro mítico, considerado un dios menor (o semidiós) en el hinduismo y en el budismo.
Generalmente, es representado como un águila gigante y antropomórfica: cuerpo humano de color dorado, rostro blanco, pico de águila y grandes alas rojas. Es muy antiguo, enorme y, según los relatos que se cuentan sobre este ser, puede tapar la luz del Sol.

## Nombre sánscrito
- Garuḍa, en el sistema AITS (alfabeto internacional de transliteración sánscrita).
- गरुड, en escritura devánagari del idioma sánscrito.[1]
- Pronunciación: aunque en el alfabeto devanagari Garuda no lleva ningún acento diacrítico (por lo que debería ser grave), la pronunciación aguda proviene de la tradición oral.[1]
  - [garudá] en sánscrito antiguo[1]
  - [garúda], [garúd] o [gorúd] en otros idiomas indoarios modernos.
  - [garúda], en español
- Etimología: posiblemente Garuda proviniera de la raíz grī y significara ‘devorador’, quizá porque antiguamente era identificado con el devastador fuego del Sol.[1] La antigua palabra sánscrita gṝ ([grrí]): ‘devorar’, aparece ya en el Rig-veda (el texto más antiguo de la India, de mediados del II milenio a. C.).[1]

La palabra grri proviene de una antiquísima palabra desconocida, que se convirtió en otras palabras en idiomas europeos:
- grrlo (‘comer’) en eslavo
- gerru (‘beber’) en lituano
- žora en ruso
- glutio (‘deglutir’) y gula en latín

Quizá Garuda fue llamado ‘devorador’ porque originalmente fue identificado con el fuego ―que todo lo consume― de los rayos del sol.
Según el Sanskrit-English Dictionary de Monier Monier-Williams, Garuda es un pájaro mítico (jefe de la raza de los seres emplumados, enemigos de la raza de las serpientes), vehículo del dios Visnú. Era hijo del sabio Kashiapa con su esposa Vinata. Poco después de su nacimiento, su brillante lustre asustó a los dioses, que supusieron que era el propio dios Agni, y le pidieron su protección. Cuando descubrieron que él era Garuda, lo elogiaron como el ser más alto, y lo llamaron Fuego y Sol.
Aruna, el auriga del Sol o el amanecer personificado, es el hermano mayor o menor de Garuda.
La diosa Suajá, la esposa del dios Agni, adopta la forma de una mujer pájaro, Garudi o Suparni para casarse con Garuda.

## Mitología
Es jefe de la raza de las aves y enemigo de los Nagas (seres mitológicos con forma de serpiente), vehículo (vajana) del dios Visnú, e hijo de Kashiapa y Vinatā. Según el sagrado texto épico Majabhárata, al nacer Garuda los dioses se atemorizaron debido a su terrible brillo corporal. Supusieron que era Agní (el dios del fuego) y le pidieron protección. Luego descubrieron que era un bebé, y aun así lo alabaron como un ser supremo y lo llamaron Fuego y Sol (según el Majabhárata, 1. 1239).
Aruná, el amanecer personificado y auriga de Suria (el dios del Sol), es hermano mayor —o hermano menor— de Garuda.
Swahá, la esposa de Agnídev (el dios del fuego), adopta la forma de una Garudī femenina, también llamada Suparṇī (según el Suparṇādhiāia y el Taittirīia āraṇiaka) para aparearse con Garuda (según el Majabhárata, 3. 14307 y 3. 14343).
Garuda, junto con los rishis, ayudó a romper la suspensión de hostilidades entre Indra (el rey del cielo) y el piadoso asura (‘demonio’) Vritra.

## En Japón, Malasia, Indonesia y Tailandia
Se considera que Garuda es la versión malaya del mito del ave Fénix (ser que podía renacer de sus cenizas). Indonesia y Tailandia tienen esta ave como símbolo nacional.
La línea aérea nacional de Indonesia se llama Garuda Indonesia.
Los japoneses también conocen a Garuda, a quien denominan Karurá. Dicen que Garuda devoraba a las serpientes, sus enemigos, hasta que un príncipe budista le enseñó la importancia del vegetarianismo. Entonces Garuda resucitó a todas las víboras que había comido y digerido.

## Otros Garuda
- Garuda: nombre de un hijo de Krisná (según el Jari vamsha, 9196).[1]
- Garuda: nombre de un ordenamiento peculiar de un ejército, con la forma del ave Garuda (según el Mánava samjitá, 7. 187, de Manu).[1]
- garuda: nombre de un edificio cuya planta tiene la forma básica del ave Garuda (según el Brijat-samjitá, de Varaja Mijira).[1]
- garuda: nombre del decimocuarto periodo kalpa.[1]
- Garuda: en la religión yainista, nombre del sirviente del decimosexto arhat del actual avasarpiṇī (según lexicógrafos sánscritos, tales como Amara Siṃja, Jalaiuda, Jema Chandra, etc.).[1]

## En la cultura popular
- En el anime Digimon, el personaje Garudamon está basado en el ave Garuda.
- En el manga y anime Saint Seiya, uno de los jueces del infierno porta el Sapuri de Garuda (Aiacos de Garuda, el más conocido en el manga y anime clásicos). Asimismo, el personaje Beelzebub de Serafín, uno de los antagonistas de la película Saint Seiya: Saishū seisen no senshi tachi, utiliza la técnica especial Garuda Hell Wing («Alas del infierno de Garuda»).
- En la franquicia Yu-Gi-Oh! existen varias cartas basadas en Garuda, tales como "Garuda el Espíritu del Viento", "Bestia Mítica Garuda", "Garuda Neo Flamvell", "El Fabuloso Rubyruda", "Bestia Fénix Gairuda", "Hoja Garoodia la Bestia Cúbica", "Mecha Bestia Fantasma Concoruda" y "Avatar del Alto Rey de Fuego Garunix".
- En el videojuego Ace Combat 6: Fires of Liberation, los protagonistas Talisman y Shamrock conforman un escuadrón con el nombre de "Equipo Garuda".
- En el videojuego Street Fighter (de la saga Ex de Capcom y Arika) es un personaje Mid-Boss similar al original.
- En algunas entregas de la saga de videojuegos Final Fantasy aparece como enemigo recurrente.
- En el videojuego Altered Beast (2005) el protagonista Luke Custer puede transformarse en diversas bestias, y una de ellas es un águila llamada Garuda
- En la serie japonesa "Mahou Sentai Magiranger", parte de la franquicia de Super Sentai, de donde de basan para crear "Power Rangers", La forma gigante de Tsubasa (MagiYellow) es un Garuda. Chip, el Mystic Yellow Ranger de Power Rangers Mystic Force tiene como transformación Zord a Garuda. Igualmente,en "Chôjin Sentai Jetman",también parte de la franquicia "Super Sentai",uno de los mechas de dicha serie,el Jet Garuda,está inspirado en él.
- En el videojuego "Warframe", uno de los titulares "Warframes" posee el nombre de Garuda, con una apariencia femenina. Adicionalmente, sus habilidades surgen del uso de la sangre.
- En la saga de videojuegos The Legend of Zelda, el Pueblo Gerudo está conformado por mujeres del desierto con nariz aguileña y piel dorada.
- Actualmente hay una serie BL (boys love) tailandésa llamada THE SIGN que tiene como tema principal la enemistad entre Garuda y los nagas, también con un romance ficticio por parte de la pareja principal, basado en una novela tailandesa del mismo género.